# J.-H. Rosny
Pour les articles homonymes, voir Rosny.
J.-H. Rosny est le pseudonyme commun des frères Joseph Henri Honoré Boex (1856-1940) et Séraphin Justin François Boex (1859-1948), tous deux nés à Bruxelles.

## Histoire
Naturalisés français, ils conservèrent la double nationalité.
Entre 1887 et 1908 , ils écrivirent en collaboration de nombreux contes et romans, abordant des thèmes naturalistes, préhistoriques et fantastiques, ainsi que quelques ouvrages de vulgarisation scientifique et des essais historiques.
Dans son testament, Edmond de Goncourt nomma les frères J.-H. Rosny à la Société littéraire des Goncourt. Plus connue sous le nom d'Académie Goncourt, elle fut officiellement reconnue le 1er mars 1900. Le premier Prix Goncourt fut attribué le 26 février 1903.
En 1907, Georges Casella publia une étude, intitulé "J.-H. Rosny : Bibliographie critique", aux éditions Sansot.
En juillet 1908 les frères arrêtent leur collaboration  et Joseph continue d'écrire sous le nom J.-H. Rosny aîné, tandis que Séraphin signe J.-H. Rosny jeune . Toutefois, des textes plus anciens furent encore publiés après cette date sous le nom de J.-H. Rosny.
Ils sont parmi les grands noms fondateurs de la science-fiction moderne.
L'aîné est le mieux connu des deux et les ouvrages issus de la collaboration des Rosny sont souvent attribués par erreur à l'aîné seul.
Le 5 décembre 1935, les deux frères ont signé une convention littéraire qui attribue formellement les ouvrages écrits en collaboration.
Cette convention a été publiée par Jean-Michel Pottier dans Les Cahiers naturalistes n°70. Elle est reprise et analysée dans le dossier "J.-H. Rosny - Archéobibliographie", publié dans la revue Le Visage Vert n°23, par Fabrice Mundzik.
En 2014, les éditions Les Moutons électriques ont commencé la publication de "La Légende des Millénaires", une anthologie en 3 volumes, présentée par Fabrice Mundzik, qui contient de nombreux textes écrits en collaboration. Un quatrième volume est paru aux éditions Bibliogs : "Fables antiques et autres récits érotiques".

## Œuvres
Écrits en collaboration :
- Le Bilatéral (1887)
- L'Immolation, recueil (1887)
- Les Corneilles (1887)
- Marc Fane (1888)
- Scènes préhistoriques (1888)
- Vamireh (1891)
- Eyrimah (1893)
- Nymphée (1893)
- L'Impérieuse bonté (1893)
- L'Indomptée (1893)
- Renouveau (1894)
- Égyptiens et sémites, essai (1895)
- Les Origines, essai sur les temps préhistoriques (1895)
- Elem d'Asie, idylle des temps primitifs (1896)
- Le Serment (1896)
- La Promesse, pièce de théâtre (1897)
- Le Roman d'un cycliste (1899) réédité sous le titre Les Amours d'un cycliste (sans date précise, mais après 1912)[8]
- Les Fiançailles d'Yvonne (1902)
- La Guerre Anglo-Boër, essai (1902)
- La Fugitive et autres nouvelles, recueil (1904)
- Le Millionnaire (1905)
- La Toison d'or (1905)
- Le Testament volé (1906)
- Contre le sort (1907)
- Vers la toison d'or (1908)
- Les Audacieux, recueil (1909)
- Le Trésor de Mérande (1919) [publié en 1902 sous le nom Henri de Noville]
- Fables antiques et autres récits érotiques, recueil, Bibliogs (2014)
- Les Conquérants du Feu et autres récits primitifs, recueil, Les Moutons électriques (2014)
- Le Trésor de Mérande et autres récits d'aventure, recueil, Les Moutons électriques (2014)
- Les Compagnons de L'univers et autres récits d'anticipation, recueil Les Moutons électriques (2015)
- Une Fête anthropophagique, recueil, Bibliogs (2016)
- Dans l’océan des probabilités…, recueil, Bibliogs (2016)